# Ein Fall für Detektiv Landers
Ein Fall für Detektiv Landers ist ein US-amerikanischer Kriminalfilm aus dem Jahr 1949 mit Robert Douglas in der Titelrolle. Der Film noir wurde von Warner Bros. produziert.

## Handlung
Brad Clifton sucht Arbeit und wird von einer Vermittlungsagentur auf die Farm der Webbs bei Glorietta Springs geschickt. Mrs. Webb schickt ihn zu den Zitronenbäumen. Dort begegnet er Nick Foster und Pete Kimmel, die bei der Leiche von Mr. Webb stehen. Sie erklären, Webb sei vom Traktor gefallen und bringen Clifton dazu, dies auch bei der Polizei auszusagen. Tatsächlich wird als Todesursache ein Unfall eingetragen. Mrs. Webb glaubt nicht daran und bezichtigt Clifton der Lüge. Andy, ein Freund von Foster und Kimmel, nimmt den per Anhalter reisenden Clifton mit.
In Los Angeles erhält Lieutenant Michael Landers einen Bericht über einen Selbstmord in einem Motel. Nachdem er den Ort des Geschehens untersucht hat, ist er sicher, dass es kein Selbstmord war. Der Knoten des Galgens, mit dem sich der Mann angeblich aufgehängt hat, war schlecht geknotet. Am Hals hat der Mann eine Tätowierung der US Navy. Die Tätowierung beinhaltet eine Nummer, die Landers Assistent Boylan checkt. Landers untersucht das Nebenzimmer, das zur gleichen Zeit gemietet wurde. Hier findet er ein Streichholzheftchen eines Hotels in Glorietta Springs und eine Tablette. Es stellt sich heraus, dass die Tablette aus Saccharin besteht. Der Tote wird als Brad Clifton identifiziert.
Landers kann seine Vorgesetzten nicht davon überzeugen, dass es sich um einen Mord handelt. Er bittet um ein paar freie Tage und fährt nach Glorietta Springs. Er gibt  sich als Inspektor einer Versicherung aus und befragt den Barkeeper des Hotels, Andy, über Clifton. Auch Jo Ann Rice, die einen Zigarettenstand betreibt, wird befragt. Nachdem Landers gegangen ist, informiert Andy Foster und Kimmel über das Gespräch. Nach einem Hinweis von Jo Ann findet Landers heraus, dass Clifton zur Webb-Farm vermittelt wurde. Mrs. Webb ist in einem Sanatorium untergebracht, die Farm steht zum Verkauf. Vom Immobilienmakler erfährt er von Mr. Webbs Schicksal und dass Clifton involviert war. Landers sucht Sheriff George auf und lässt sich Fotos vom Unfallort zeigen. Er schließt nach Untersuchung der Fotos, dass sich der Traktor nicht bewegt hat und somit kein Unfall vorliegt. 
Auf der Farm findet Landers ein Stück Kabel. Er zeigt es Andy, der in der Fernmeldetruppe der Armee gedient hat. Andy wird klar, dass Landers kein Versicherungsagent ist. Wieder auf der Farm sucht Landers nach dem Rest des Kabels. Er findet es und erkennt, dass es bis zum Hotel führt. Bevor er es weiter verfolgen kann, wird er von Kimmel niedergeschossen und zum Sterben liegen gelassen. Landers schafft es, das Hotel zu erreichen. Jo Ann, die sich in Landers verliebt hat, ruft einen Arzt. Der will die Schusswunde den Behörden melden. Nun enthüllt Landers seinen wahren Beruf. 
Nach der Versorgung seiner Wunde erfährt Landers, dass Andy montags nicht arbeitet. Clifton starb an einem Montag. Zudem sind Foster und Kimmel verschwunden. Schließlich erfährt er, dass Andy Diabetiker ist und Saccharin braucht. Von Boylan erhält Landers ein Telegramm. Foster und Kimmel stehen in Verbindung zu einem illegalen Spielsyndikat. Landers schließt, dass Andy mit dem Kabel Informationen an das Syndikat geleitet hat. Landers nimmt Andy fest und will ihn zur Polizeistation fahren. Während der Fahrt wird er von Andy niedergeschlagen, der dann in die Wüste fährt, um ihn zu töten. Mit einem Trick kann Landers Andy überwältigen. Der erzählt ihm, dass Foster und Kimmel nach Arizona geflüchtet sind. Sie töteten Webb, der das Kabel gefunden hatte und nicht schweigen wollte. Die gesamte Bande kann festgenommen werden. Landers lädt Jo Ann zu einem Besuch in Los Angeles ein.

## Produktion

### Hintergrund
Gedreht wurde der Film von Ende Juni bis Anfang Juli 1948 in den Warner-Studios in Burbank.

### Stab
Don Alvarado war der Produktionsmanager.

### Besetzung
In kleinen nicht im Abspann erwähnten Nebenrollen traten Leah Baird, George Chandler, Frank Ferguson, Creighton Hale, Douglas Kennedy, Leo White und Ian Wolfe auf.

## Veröffentlichung
Die Premiere des Films fand am 2. April 1949 statt. In Österreich kam er 1962 in die Kinos, in der Bundesrepublik Deutschland wurde er am 24. September 1962 im deutschen Fernsehen ausgestrahlt.

## Kritiken
Der Filmkritiken-Aggregator Rotten Tomatoes hat in einer Auswertung von 273 Kritiken eine Zustimmungsrate von 85 Prozent errechnet. Das Publikumsergebnis hat sich bei 66 Prozent positiver Bewertungen eingependelt.
Das Lexikon des internationalen Films schrieb: „Anfangs geschickt konstruierter, später unglaubwürdig reißerischer Kriminalfilm.“
Die Variety bezeichnete den Film als formelhaftes Melodram.
Der Kritiker des TV Guide sah einen zu Beginn fesselnden kleinen Film, doch mit Beginn der Ermittlungen werde er schnell formelhaft. Notiert wurden durchschnittliche Regie und gut gemachte Kampfszenen. Die kleine Liebesgeschichte zwischen Douglas und Westcott sei unglaubwürdig.